# DR-Baureihe 56.41
Die Dampflokomotiven der Baureihe 56.41 der Deutschen Reichsbahn waren von der Maschinenbau und Bahnbedarf Aktiengesellschaft (MBA) mit den Fabriknummern 13330 bis 13333 und den Kesselnummern 2413 bis 2416 als Güterzug-Kriegslokomotiven für die Bedürfnisse der Staatsbahn in Mandschukuo gebaut worden.
Es wurden vier Exemplare hergestellt, die allerdings kriegsbedingt nicht abgenommen werden konnten. Sie wurden deshalb von der Deutschen Reichsbahn übernommen und als 56 4101–4104 bezeichnet.
Die Lokomotiven wurden nach dem Zweiten Weltkrieg von der polnischen Staatsbahn PKP übernommen und erhielten die Nummern Tr7-1–4. Sie waren bis Mitte der 1970er Jahre im Einsatz und wurden dann ausgemustert. Die Tr7-3 blieb erhalten.

## Geschichte

### DR-Baureihe 56.41
Die nicht nach Mandschukuo ausgelieferten Lokomotiven besaßen den Führerstand auf der linken Seite. Sie wurden von der Deutschen Reichsbahn übernommen und als 56 4101–4104 1943 im Bahnbetriebswerk Posen Verschiebebahnhof stationiert.

### PKP-Baureihe Tr7
Die nach dem Krieg von den PKP übernommenen Lokomotiven wurden in Warschau stationiert und erhielten die Betriebsnummern Tr7-1–4. Bei fälligen Hauptausbesserungen wurden sie für polnische Verhältnisse umgebaut.
Von 1957 bis zu ihrer Ausmusterung waren die Lokomotiven Tr7-1, Tr7-3 und Tr7-4 im Betriebswerk Skierniewice beheimatet. Die Tr7-1 wurde am 5. Juli 1966, die Tr7-3 am 24. April 1972 und die Tr7-4 am 7. April 1970 ausgemustert.
Die 1972 ausgemusterte Lokomotive Tr7-3 (Fabriknummer 13332) wurde zunächst in Tarnowskie Góry und später in Skierniewice als Heizlokomotive verwendet. 1990 wurde sie vom Eisenbahnmuseum Warschau übernommen. 1991 gelangte die Lokomotive in das Muzeum Kolejnictwa na Śląsku in Jaworzyna Śląska, wo sie aufwendig renoviert wurde. Seit 1998 ist sie Ausstellungsstück im Ringlokschuppen.